# Protocalliphora sabroskyi
Protocalliphora sabroskyi är en tvåvingeart som beskrevs av Grunin 1970. Protocalliphora sabroskyi ingår i släktet Protocalliphora och familjen spyflugor. Inga underarter finns listade i Catalogue of Life.